# コペトダグ山脈
コペトダグ山脈（コペトダグさんみゃく、英語: Kopet Dag, ペルシア語: کپه‌داغ コペトダーグ、トルクメン語: Köpetdag）は、トルクメン＝ホラーサーンとしても知られ、トルクメニスタンとイランの国境にある山脈である。国境に沿って650キロメートル (400 mi)ほどの長さがあり、西にカスピ海がある。山脈の最高峰は首都アシガバードの南西のトルクメニスタンにあり、標高は2,940メートル (9,646 ft)。イラン側の最高地点は3,191メートル (10,469 ft)。
山脈には、サパルムラト・ニヤゾフ前大統領により公式にオープンしたスキー場がある。コペトダグ山脈は積雪量が少ないにもかかわらず、ニヤゾフはここに主要なスキー場を建設することを決心した。

## 地形
コペトダグ山脈には、山麓の丘陵地帯、乾燥した砂の傾斜地、高原及び険しい峡谷といった地形が特徴の地域である。東側はヘザル・マスジェド山脈とつながる。南側にはゴレスターン山脈、アラダグ山脈とビナルド山脈が並行し、2つの山脈の間の小さな平野にはマシュハド、クーチャーン、シールヴァーン、ボジュヌールドなどの都市が点在する。山脈の東端にあるサラフスはトルクメニスタン平野とカラクム砂漠の境界付近にあり、西端にあるゴルガーンはカスピ海に近い。
トルクメニスタン国内には1976年に設立された保護地域であるコペトダグ保護区が存在している。また同山脈の南西部には1979年に設立されたシュント・ハサルダグ自然保護区が存在する。
コペトダグ山脈では、地盤が変化しており、激しい地震が起こりやすい。マグニチュード7を超える地震も観測されている。

## 考古学
アシガバード近くのコペトダグ山麓の丘陵地帯には、古代の遊牧国家パルティアの初期の首都であった都城ニサの都市遺跡がある。

## 動植物

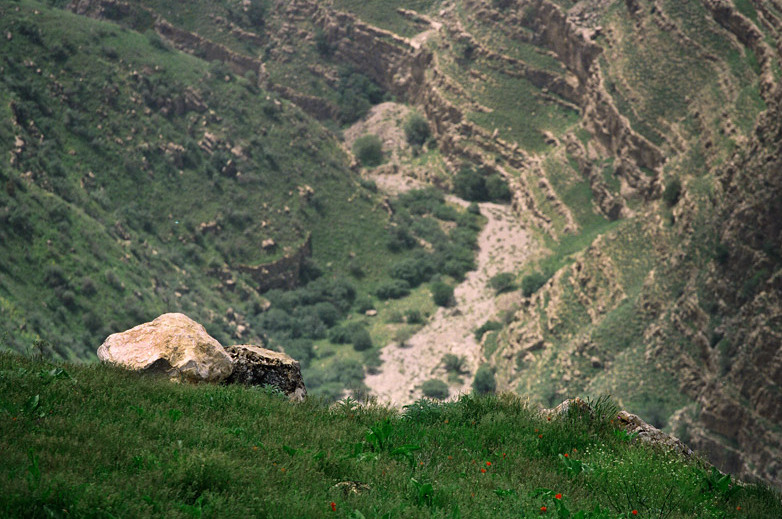
5月のコペトダグ山脈

コペトダグ山脈には多くの固有種があり、古代メソポタミアに生息していた動植物は現地の乾燥気候でなくなったが、コペトダグ山脈で生息することがある。一帯にはオオウイキョウ属やビャクシン属などが生え、2018年にイラン国内の部分はユネスコの生物圏保護区に指定された。
この地域の森林地帯には、多くの果樹、灌木、ブドウなどが生息し、これには人間の使用に価値があり品種改良がなされるザクロ（Punica granatum）、野生のヨーロッパブドウ（Vitis sylvestris）、イチジク（Ficus carica）、野生のリンゴ（Malus turkmenorum）、野生のナシ（Pyrus boissieriana）、野生のサクランボ（Prunus spp., Cerasus microcarpa, C. erythrocarpa, C. blinovskii）、野生のスモモ（Prunus divaricata）、アーモンド（Amygdalus communis=Prunus dulcis, A. scoparia=Prunus scoparia）、サンザシ（Crataegus spp.）が含まれる。